# Hans von Rimscha
Hans von Rimscha (* 25. Februarjul. / 9. März 1899greg. in Riga; † 1. April 1987 in Erlangen) war ein deutsch-baltischer Lehrer, Publizist und Historiker.

## Leben
Hans von Rimscha entstammte einer deutsch-baltischen Familie. Seine Eltern waren der Arzt Robert von Rimscha und Marie, geborene Kuntzendorff. Nach dem Gymnasiumsbesuch in Riga studierte von Rimscha an der Landesuniversität Dorpat Geschichtswissenschaften, wo er Mitglied der Baltischen Corporation Fraternitas Rigensis Dorpat wurde. 1918 meldete er sich freiwillig zur Baltischen Landeswehr. Ab 1920 setzte er sein Studium an den Universitäten in Göttingen, Breslau sowie Tübingen fort und promovierte 1924 in Jena zum Dr. phil.
Seine berufliche Karriere begann Hans von Rimscha als Gymnasiallehrer (1925–1929) am Städtischen Deutschen Gymnasium Riga sowie als Privatdozent (1927–1933) am Rigaschen Herder-Institut. Ab 1929 war er Auslandsredakteur und politischer Leitartikler bei der Minderheitenzeitung Rigasche Rundschau. Unter Paul Schiemanns Ägide wurde er Mitarbeiter beim Verband der deutschen Volksgruppen in Europa und Abgeordneter beim Europäischen Nationalitätenkongress.
1933 wurden Schiemann und Rimscha auf Druck der Nationalsozialisten bei der Rigaschen Rundschau entlassen. Ab Oktober 1933 war von Rimscha Redakteur der Zeitung Riga am Sonntag (später umbenannt in Rigasche Post).
Im Zuge der im Hitler-Stalin-Pakt vereinbarten Umsiedlung der Deutschbalten verließ auch Hans von Rimscha im Dezember 1939 Lettland. Zunächst arbeitete er bei einer Parteizeitung in Hamburg, dann beim NS-Gauverlag Wartheland in Posen und dem dort erscheinenden Ostdeutschen Beobachter sowie der NS-Monatszeitschrift Europäische Revue. Am 22. Januar 1941 beantragte er die Aufnahme in die NSDAP und wurde zum 1. November desselben Jahres aufgenommen (Mitgliedsnummer 8.657.160).
Am 21. Januar 1945 flüchtete er gemeinsam mit rund 70.000 deutschen Bewohnern der Stadt Posen vor der anrückenden Roten Armee. In Coburg fand er eine erste Bleibe, später zog er nach Erlangen. 1946 erhielt Hans von Rimscha seine berufliche Wiederzulassung und 1947 einen Lehrauftrag für osteuropäische Geschichte an der Friedrich-Alexander-Universität Erlangen, von der er 1951 zum Professor für osteuropäische und neueste Geschichte berufen wurde. Er war unter anderem Mitglied der Baltischen Historischen Kommission, Vorstand des Baltischen Philisterverbandes (1954–1962) und Vorsitzender der Deutsch-Lettischen Vereinigung in der Baltischen Gesellschaft in Deutschland (1959–1973).

## Publizistik
In den Artikeln der Rigaschen Post setzte von Rimscha die Maxime von Schiemann um, der eine weitgehende und liebevolle Behandlung der Politik des Staates – des Heimatlandes der Minderheit – forderte. Hierzu kann z. B. auf den Artikel „Der Neuaufbau des Staates“ und den Leitartikel „Aktive Außenpolitik im erneuerten Lettland“ verwiesen werden. Sowohl in der Rigaschen Post als auch in anderen Publikationen folgte er weiterhin der Auffassung Schiemans zur Volkstumspolitik unter Berücksichtigung der Rechte von Minderheiten. Öffentlichkeitswirksam bezeichnete er „politische Neutralität als politische Gleichgültigkeit und Verantwortungslosigkeit“, forderte die „Aufrechterhaltung des deutschen Führungsanspruches in Europa“ und sah „in der Stärke und im Wohlergehen des Deutschen Reiches die Garantie für die Stärke und das Wohlergehen ganz Europas“.
1940 schrieb Hans von Rimscha die Broschüre Aufgabe und Leistung der Baltendeutschen, Volkstum im Kampf als Bericht über „die umgesiedelten Menschen“. Beim Ostdeutschen Beobachter war er im Archiv und später in der Redaktion tätig, in der er auch Leitartikel schrieb, z. B. am 24. August 1944. Parallel schrieb Rimscha in der „Europäischen Revue“, die im Auftrag des Propagandaministeriums die nationalsozialistische Europaidee propagierte. Im Herbst 1944 erhielt er von der „Arbeitsgemeinschaft zur Erforschung der bolschewistischen Weltgefahr“ den Auftrag, eine wissenschaftliche Arbeit mit dem Thema „Die Politik der Bolschewiken gegenüber den Menschewiken“ zu schreiben.
In der Bundesrepublik Deutschland berichtete er unter anderem ausführlich über seine Arbeit bei der Rigaschen Post, beim Ostdeutschen Beobachter, bei der Europäischen Revue und über seine Arbeit als wissenschaftlicher Gutachter im Auftrag der oben genannten Arbeitsgemeinschaften. Im Mittelpunkt seiner Veröffentlichungen nach 1945 stand die mehrfach überarbeitete, ergänzte und aufgelegte „Geschichte Russlands“.

## Sonstiges
- Er unternahm Studienreisen in die Sowjetunion, auf den Balkan und in die Türkei. Weil er seinem Bericht über die UdSSR-Reise den diplomatisch gewählten Titel „Das Rote Rätsel“ gab, erhielt Rimscha von Kollegen den Spitznamen „Das Rote Rätsel“, den er bis an sein Lebensende gern trug.
- Nach dem Zweiten Weltkrieg wurden seine Werke in der DDR verboten und in der Liste der auszusondernden Literatur geführt.[31][32]
- Einer seiner Enkel ist der Diplomat Robert von Rimscha.

## Werke

### Bücher
- Der russische Bürgerkrieg und die russische Emigration 1917–1921. Frommann, Jena 1924.
- Rußland jenseits der Grenzen 1924–1926. Ein Beitrag zur russischen Nachkriegsgeschichte. Frommann, Jena 1927.
- Im roten Reich der Rätsel. Sowjetrussische Skizzen. B. Lamey, Riga 1927.
- Die Staatswerdung Lettlands und das baltische Deutschtum. Plates, Riga 1939.
- Die Gracchen. Charakterbild einer Revolution und ihrer Gestalten. Winkler, München 1947.
- Dostojewskij – ein Antipode Goethes. Veste, Coburg 1949
- Russen gegen Bolschwiken. Die Entwicklung der russländischen Emigration nach dem Zweiten Weltkrieg. Getr. Zählung, Frankfurt am Main 1952.
- Die Umsiedlung der Deutschbalten aus Lettland im Jahre 1939. Eine Betrachtung. Von Hirschheydt, Hannover-Döhren 1957.
- Geschichte Russlands. Rheinische Verlags-Anstalt, Wiesbaden 1960.
- Katharina II. Von der preußischen Generalstochter zur Kaiserin von Russland. Musterschmidt, Göttingen u. a. 1961.
- Baltisches Burschentum. Die studentischen Korporationen der Deutschbalten, Esten und Letten einst und jetzt. Baltische Gesellschaft in Deutschland, München 1968.

### Publikationen
- Europäische Konsolidierung. Europäische Revue, Jg. 18, 1942, ISSN 0937-2245, S. 279–282.
- Paul Schiemann als Minderheitenpolitiker. Vierteljahrshefte für Zeitgeschichte, Jg. 4., Heft 1 (1956), ISSN 0042-5702, S. 43–61.